# Flinthook
Flinthook est un jeu vidéo d'action et de plates-formes développé et édité par Tribute Games, sorti en 2017 sur Windows, PlayStation 4 et Xbox One, puis en 2018 sur Nintendo Switch.

## Accueil
- Canard PC : 8/10[1]